# 迈尔 (阿尔代什省)
迈尔（法語：Mayres，法語發音：[mɛʁ]）是法国阿尔代什省的一个市镇，属于拉让蒂耶尔区。

## 地理
迈尔（44°39'56"N, 4°6'52"E）面积30.07 平方千米，位于法国奥弗涅-罗讷-阿尔卑斯大区阿尔代什省，该省份为法国东南部内陆省份，北起顺时针与卢瓦尔省、伊泽尔省、德龙省、沃克吕兹省、加尔省、洛泽尔省和上盧瓦爾省接壤。
与迈尔接壤的市镇（或旧市镇、城区）包括：阿斯泰、巴尔纳斯、博尔讷、马藏拉拜、拉苏什。

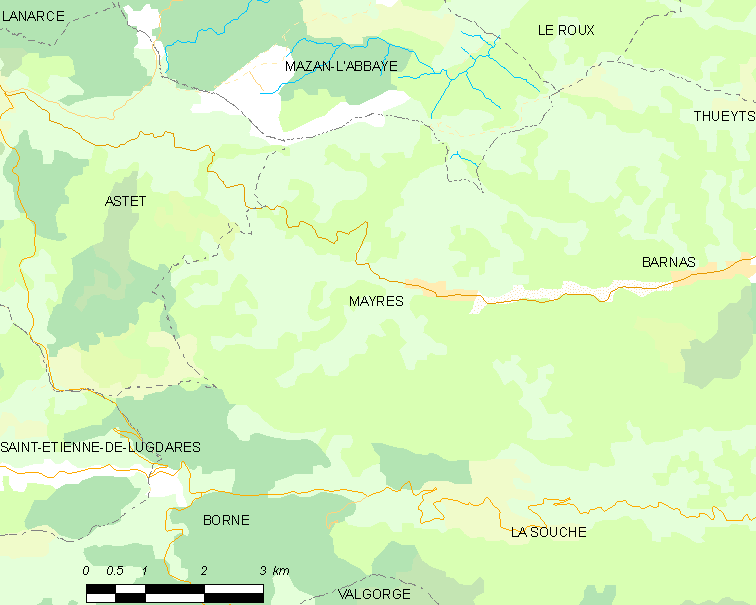
的OSM定位图

迈尔的时区为UTC+01:00、UTC+02:00（夏令时）。

## 行政
迈尔的邮政编码为07330，INSEE市镇编码为07153。

## 政治
迈尔所属的省级选区为上阿尔代什县。

## 人口

1962-2008年间人口变化图示

迈尔于2022年1月1日时的人口数量为264人。